# UTスターコム
UTスターコム（英語表記 : UTStarcom, Inc.）とは、香港に本社を置く、世界的な通信インフラプロバイダーである。
同社は広範な電気通信ソリューションを開発し、固定通信事業者やモバイル通信事業者、企業などの通信事業者やネットワーク事業者に提供している。
同社はキャリアクラスのブロードバンド伝送及びワイヤレス回線(Wi-Fi)と固定回線双方を含むアクセス製品及びソリューション、モバイルバックホールの最適化、メトロアグリゲーション、ブロードバンドアクセス及びWi-Fiデータに注力している。
ブロードバンド製品ラインには、Multi-protocol Label Switching-Transport Profile  (MPLS-TP)とネットワークの発展をサポートするためのin-house SDNプラットフォームとMSANプラットフォームを通じて向上したキャリアイーサネット技術を基礎とした、パケット伝送ネットワーク(PTN)製品が含まれる。ワイヤレスブロードバンドアクセスはエンドツーエンドのキャリアWi-Fiソリューションに代表される。
ユーティースターコムは世界の市場に売り出された製品ラインの確立に加え、さらに新しい市場の探求と、インテリジェントカスタマーエッジデバイス(バーチャルブロードバンドゲートウェイ)及びデータセンタースイッチプロダクトを含む新しい製品の開発を行っている。

## 歴史
ユーティースターコムはUnitech Telecomとして1991年に創立された。創立者は中国に生まれアメリカで教育を受けた、企業家のHong Liang Luである。
設立時の同社はカリフォルニア州オークランドに拠点を構えた。初期に中国の通信市場に焦点をあて、1993年杭州に最初の中国拠点が設立された。1995年、Unitech TelecomはYing WuとChauncey Shey によって設立されたStarcom Networksと合併し、UTStarcomとなった。
中国でビジネスの基盤を築くことに挑戦して数年後、同社はパーソナル・ハンディ・フォンシステム(PHS)を発売した。
2000年3月、ユーティースターコムは株式会社となった。IPOと一連の買収により、同社は中国のほか、アジアの新興経済国、ラテンアメリカ、そして日本、アメリカ、ヨーロッパでもビジネスとテクノロジーを拡大した。
2002年から2004年にかけて、ユーティースターコムはハンドセット、CDMA技術、ブロードバンド及びIPベースの通信などの分野において技術領域と市場機会を拡大するため数社を買収した。
2008年7月、パーソナルコミュニケーションデバイスをAIGインベストメンツに販売した。
創立以来、ユーティースターコムは幅広い通信システム及びソリューションの領域を包含している。例えば、NGN & ソフトスイッチシステム、IPTVプラットフォーム、パーソナルアクセスシステム(PAS)技術、3Gモバイル技術、携帯電話、光伝送ソリューション、ブロードバンドなど。またMSAN、DSLAM、ギガビットEPON(GEPON)、様々な加入者装置を含むIPベースの通信なども含まれる。
近年同社が焦点を当てているのは、パケット光ネットワーク装置、ワイヤレス製品、ブロードバンドアクセス装置、SDN関係のソリューションである。

## 製品

### パケット光伝送
- Packet Transport Network(PTN)
- Next Generation Packet Transport Network(NG-PTN)　NG-PTNはユーティースターコムのSDNプラットフォーム、100GbEインターフェースサポート、自動化等との完全な統合をサポートするためのプラットフォームである。
- SyncRing　ネットワーク同期ソリューションであるSyncRingは主にモバイルバックホールインフラの一部としてのセルラーネットワークのために設計された。このソリューションは時間及び周波数同期のためのPTPやSyncE技術に用いられる。

### SDN
- SDN Controller SOO Station

### ブロードバンドソリューション
- Broadband Wireless Access-Carrier Wi-Fi platform
- FTTx - GPON Platform
- MSAN
- Broadband Network Core – SSTP signaling gateway, IMS